# Pseudotegenaria
Pseudotegenaria is een geslacht van spinnen uit de  familie van de Agelenidae (trechterspinnen).

## Soorten
- Pseudotegenaria animata (Kratochvíl & Miller, 1940)
- Pseudotegenaria bayeri (Kratochvíl, 1934)
- Pseudotegenaria bosnica (Kratochvíl & Miller, 1940)
- Pseudotegenaria decolorata (Kratochvíl & Miller, 1940)
- Pseudotegenaria parva Caporiacco, 1934